# Galina Olegovna Stepanenko
Galina Olegovna Stepanenko (in russo Галина Олеговна Степаненко?; Mosca, 12 giugno 1966) è un'ex ballerina russa.

## Biografia
Dopo aver cominciato a praticare ginnastica ritmica durante l'infanzia, Galina Stepanenko è stata ammessa all'Accademia statale di coreografia di Mosca nel 1976. Dopo il diploma, conseguito nel 1984, è stata scritturata dal Balletto Classico di Mosca e quattro anni più tardi si è unita alla compagnia di danza del Teatro Stanislavksi e Nemirovich-Danchenko. 
Nel 1990 è stata scritturata dal Balletto Bol'šoj, di cui ha scalato rapidamente i ranghi fino a diventare prima ballerina della compagnia. Prima del ritiro dalle scene nel 2012, Stepanenko ha danzato in tutti i grandi ruoli del repertorio femminile coreografati da Jurij Grigorovič: Odette e Odile ne Il lago dei cigni, Nikiya e Gamzatti ne La Bayadère, le eponime protagonista in Giselle e Raymonda, Kitri in Don Chisciotte, Aurora ne La bella addormentata ed Egina in Spartak.
Nel 1992 si è laureata all'Università russa di arti teatrali, ottenendo così la qualifica per lavorare come maestra di balletto. Nel 1995 ha vinto il Prix Benois de la Danse per la sua interpretazione nel ruolo di Kitri in Don Chisciotte, mentre l'anno successivo è stata proclamata Artista del popolo della Federazione Russa; nel 2001 è stata investita dell'Ordine d'onore. Dal 2012 è maitresse de ballet del Bol'šoj e nel 2013 è stata la direttrice artistica in itinere della compagnia in seguito all'aggressione ai danni di Sergej Filin.